# Mesosa bifasciatipennis
Mesosa bifasciatipennis es una especie de escarabajo longicornio del género Mesosa, categorizada en la tribu Mesosini, de la subfamilia Lamiinae. Fue descrita por Breuning en 1960.

## Descripción
Mide 14 mm de longitud.

## Distribución
Se distribuye por Malasia.